# Tegeler See
Tegeler See er den andenstørste sø i Berlin, Tyskland, overgået af Müggelsee.
Søen er beliggende i det nordvestlige Tegel i bydelen Reinickendorf. Tegeler See har et overfladearel på 408 hektar. I søen findes øerne Hasselwerder, Lindwerder, Scharfenberg, Reiswerder, Baumwerder, Valentinswerder og Maienwerder. Tegeler See anvendes blandt andet til vandsport og passagerskibsfart. 
Det historiske navn Tegel (først set 1322 som Tygel) bruges om området Tegel, Tegelort og Flughafen Berlin-Tegel.
- Tegeler See

52°35′N 13°16′Ø / 52.583°N 13.267°Ø